# Daniel Branca
Daniel Branca, född i Buenos Aires 1951, död till följd av en hjärtattack, den 28 januari 2005. Branca var en argentinsk serieskapare, vars huvudsakliga verk utgjordes av Disneyserier för den danska serieproducenten Egmont.